# Hrabstwo Rhea
Hrabstwo Rhea (ang. Rhea County) – hrabstwo w stanie Tennessee w Stanach Zjednoczonych. Obszar całkowity hrabstwa obejmuje powierzchnię 336,39 mil² (871,25 km²). Według szacunków United States Census Bureau w roku 2009 miało 31 516 mieszkańców.
Hrabstwo powstało w 1807 roku.
Hrabstwo należy do nielicznych hrabstw w Stanach Zjednoczonych należących do tzw. dry county, czyli hrabstw gdzie decyzją lokalnych władz obowiązuje całkowita prohibicja.

## Miasta
- Dayton
- Graysville
- Spring City[6]

| Populacja hrabstwa w poprzednich latach | Populacja hrabstwa w poprzednich latach |
| Rok                                     | Liczba ludności                         |
| --------------------------------------- | --------------------------------------- |
| 1980                                    | 24 111                                  |
| 1990                                    | 24 344                                  |
| 2000                                    | 28 400                                  |
| 2005                                    | 29 918                                  |